# Лъкавица
Лъкавица е село в Южна България. То се намира в община Лъки, област Пловдив.

## География
Село Лъкавица се намира в планински район.